# Muzejní konzervace
Konzervace je v muzeologii a archivnictví opatření (preventivní či aktivní), která mají zabránit poškozování sbírkového předmětu vnějšími vlivy. Při provádění konzervace musí být každý krok písemně i obrazově dokumentován. Dokumentace probíhá na tzv. konzervátorskou kartu. S pojmem konzervace se v muzeologii setkáváme od 20. století.
Protože je samo muzeum svou podstatou konzervační zařízení, netýkají se konzervační otázky pouze konzervace jednotlivých muzeálií, ale zabezpečování celého konzervačního režimu.
Konzervaci dělíme na přímou a nepřímou:
- Přímá konzervace je jakýkoliv aktivní zásah do sbírkového předmětu (např. odstranění korozní vrstvy).
- Nepřímá konzervace spočívá ve vytváření podmínek pro další existenci sbírkového předmětu (souvisí např. s úpravou klimatu, eliminací prachu).

Existují tři složky konzervace:
- Preparování je úprava přírodnin s minimální organicko-anorganickou a informační ztrátou v zájmu uchování objektů.
- Konzervování je úprava člověkem vytvořených objektů s minimální materiálovou a informační ztrátou v zájmu jejich relativního uchování.
- Restaurování je úprava člověkem vytvořených objektů v zájmu obnovy jejich původního stavu a umocnění jejich tvůrčí hodnoty.